# محمد بن فطيس المري
محمد بن فطيس شاعر من دولة قطر برز عندما فاز بتاريخ 20 مارس 2007 بجائزة برنامج شاعر المليون الذي أقيم في الإمارات العربية المتحدة، وأصبح أول شاعر يفوز بجائزة البرنامج، ويحظى بلقب شاعر المليون كما أطلق عليه عضو لجنة التحكيم حمد السعيد لقب المحيط الهادي لما يتميز به بن فطيس من هدوء في طباعهِ وعمق في شعرهِ. وكان والده شاعرا أيضاً ولهُ مكانته في قطر، وهو من قبيلة آل مرة، وينتمي إلى فخذ آل بحيح آل بشر.

## نبذة مختصرة عن حياته
بدأ مشواره الشعري في عام 2001 تقريباً، وشارك في العديد من المهرجانات الخليجية والعربية منها مهرجان الدوحة الثقافي، مهرجان حائل، مهرجان الخالدية في الأردن، معرض الصيد والفروسية في (أبوظبي)، وشارك في أمسيات ليالي فبراير 2009 كما شارك في جميع أمسيات ملتقى الشعر النبطي في دبي عن عامي 2009 و 2010 وأخيرا ً شارك في أمسية ملتقى الطلبة الدارسين في المملكة المتحدة - الرابع في لندن - مارس 2011. له عدة من الأعمال التي عكف على تلحينها كبار الملحنين وشدى بها مجموعة من كبار الفنانين في الخليج وأشهرها عمله الوطني عن عام 2009 «للدار في قلبي وروحي ولا».

## قصائدة
بعض العرب حبه يوردك الجنون ******* ولايوصف له غلاه أحكاك له
ما يقنعه وصف الغلا لو وش يكون ***** لو كل حرف بالحرير يحاك له
الموت جاك وهو تقلبه الضنون ******* ولا لك إلا الصبر.. وش وداك له؟
إن قلت ضايق قال: هونها تهون ****** ما يدري إن ضيقتك له وبكاك له
تقعد تحبه وأنت ساكت ومغبون ******* يمكن بيوم يقال له ما أوفاك له
وكانك مشكك هو يمون أو مايمون ***** تخيل إن عفت الصبر فرقاك له
غلاه من فوق الغلا ماهو بدون ******** وحكاه سمعك يجبرك بارخاك له
ودك تحطه فالعيون من العيون ******* وتبسط على رمضا الثرى يمناك له
وتظله من الشمس في ظل الجفون ****** ولايمر اذنه سوا لباك له
وتسج من غيره لونهم يذكرون ******** ومنين ما سجت القدم ممشاك له
فلواً يميله الترف ميل الغصون ******* غصنٍ ليان ومكرمه بسقاك له
جديله إلى أقفا ستر منه المتون ****** كني بريحه لالتفت لدعاك له
يزها الملابس أي لبس وأي لون ******* وفالليل وجهه لاظهر قداك له
كيك وعسل لكن ماهو في صحون ******** ودعاك من عين الحسود اغطاك له
الله لايعطيه ناسٍ ينضلون *********** ويستر عليه من النحل لاياكله
الوصف والتعبير في وصفه يخون ****** غير اطلب الله يستجيب ادعاك له
وعذال قلبك في محبته يخسون ******** سكينهم عن قطع حبله حاكله
اللي من لحوم الاوادم يأكلون ******* وحلوقهم دافع البلا متواكله
ناسٍ عن اعراض العرب مايعرضون ****** ودايم على نفس الشكل والشاكله
في سلمهم اولا بالاكل الاقربون ******* وأطيبهم اللي صيدته شكواك له
يدعيهم الشيطان للذنب ويجون ******* هذا يقطع له وذاك يواكله
ياجعلهم فدوة ثر الغض الفتون ****** اللي على الدرب الطويل اخطاك له
طيفه إلى نام البشر زارك بهون ***** وطيفك إلى نام البشر سراك له
حبه دفان ومقبرة خضر الطعون ******* بين العظام العوج كنك ناكله
اللي كذا حبه لو تموت مغبون ******* ولا لك إلا الصبر.. وش وداك له
كما أن له العديد من القصائد التي حازت على شهرة واسعة منها : 
• قصيدة: سولفوا
• قصيدة: يا قوّ قلبك على الصده 
• قصيدة: لا ضاقت الدنيا عليك وتشاويت
• قصيدة: الموت 
• قصيدة: البارحة

## تبرعه بجائزة شاعر المليون
بعد تتويجه باللقب سارع الشاعر محمد بن فطيس، من على المنصة، بالإعلان عن تبرعه بكامل قيمة الجائزة وقدرها مليون درهم مناصفة بين ذوي الاحتياجات الخاصة في قطر وبين أطفال فلسطين.